# Christiane Nuss
Christiane Nuss (née le 31 décembre 1943 à Strasbourg) est une athlète française, spécialiste du lancer du poids.

## Palmarès
- 20 sélections en Équipe de France A

Championnats de France Élite :
- Vainqueur du lancer du poids en 1964 et 1965.

## Records
| Épreuve         | Performance | Lieu      | Date |
| --------------- | ----------- | --------- | ---- |
| Lancer du poids | 14,21 m     | Montreuil | 1967 |